# Ys (album)
Ys je druhé studiové album americké hudebnice Joanny Newsom. Bylo nahráváno od prosince 2005 do června 2006 a vydáno v listopadu 2006 ve vydavatelství Drag City.

## Popis alba
Název alba odkazuje k legendě o bájném keltském městě Ys, které mělo stát na mělčině bretaňského pobřeží a bylo pohlceno mořem. Zároveň odráží zkratku YS pro zpěvaččinu domovinu v kalifornských okresech Yuba a Sutter.
Album bylo produkované samotnou zpěvačkou a skladatelem Van Dyke Parksem. Skladatel album orchestrálně aranžoval a doprovodil na akordeon. Nahrávku orchestru provedl Tim Boyle. Newsom na albu spolupracovala s americkým baskytaristou Lelandem Sklarem a jazzovým kytaristou Grantem Geissmanem. Doprovodnými vokály k písni Only Skin přispěl Bill Callahan, ve skladbě Emily zpívá Joannina sestra Emily Newsom, které je tato skladba dedikována. Proces nahrávání byl analogový, zaznamenaný na dva 24stopé magnetofony. Finální mastering proběhl v londýnských Abbey Road Studios.
Newsom napsala texty ke všem skladbám. Částečně byla inspirována písňovou formou britského hudebníka Roye Harpera a jeho albem Stormcock z roku 1971. Na koncertním turné v roce 2007 album zahrála s doprovodem 28 členů losangeleských filharmoniků, ale také vytvořila jednodušší aranže pro provedení v komorním složení s doprovodem buzuki, akordeonu, banja a perkusí.
Grafickou podobu obalu desky zpracoval Benjamin A. Vierling. Využil renesančních malířských technik a malbu temperou. Centrálním motivem je podobizna zpěvačky s květinovým věncem na hlavě sedící na židli u okna, v levé ruce držící srp, v pravé ruce rámovaný preparát noční můry rodu Cosmia, která odkazuje ke stejnojmenné písni z alba.

## Kritická recepce
Album po svém vydání získalo široký ohlas kritiků. Chris Dahlen na hudebním serveru Pitchfork album zhodnotil slovy: "[Album] je skvělé proto, že se Newsom vyrovnává s horou rozporuplných pocitů a prosévá je do všech nuancí. [Deska] je spletitá a napěchovaná informacemi, ale nikdy není knižní a nikdy nesedí zakletá a nenechává si rozbušit srdce: Vylétá na oblohu a prohání se po zemi, pojmenovává každou rostlinu a každou touhu a nikdy se necítí méně než skutečná. Lidé, kteří tuto desku uslyší, se rozdělí na dva zástupy: Ti, kteří ji považují za hloupou a drahou, a ti, kteří, jakmile ji uslyší, bez ní nebudou moci žít." Jimmy McCormack ve své revidované recenzi pro časopis Newsounds zhodnotil, že "Ys je filozofická cesta zaměřující se na smrtelnost života, sílu ženskosti, vzpomínky a vztahy. Krásná věc."
Negativně album glosoval například Chris Hoard pro časopis Rolling Stone, kde napsal: "Album je těžce stravitelné. Pět skladeb, z nichž čtyři mají více než 9 minut a jedna [skladba] přes 16 minut, s kličkujícím smyčcovým doprovodem a shovívavými vokálními výstřelky, vedle nichž Björk zní jako Kelly Clarkson."
Server Pitchfork album zařadil na 3. pozici TOP 50 alb roku 2006 a na 83. místo mezi TOP 200 alby nulté dekády 21. století. Album bylo zahrnuto do publikace 1001 alb, která musíte slyšet, než umřete.

## Seznam skladeb
| Pořadí         | Název              | Délka |
| -------------- | ------------------ | ----- |
| 1.             | Emily              | 12:07 |
| 2.             | Monkey & Bear      | 9:29  |
| 3.             | Sawdust & Diamonds | 9:54  |
| 4.             | Only Skin          | 16:53 |
| 5.             | Cosmia             | 7:15  |
| Celková délka: | Celková délka:     | 55:38 |

## Obsazení
- Joanna Newsom – harfa, zpěv
- Leland Sklar – baskytara
- Grant Geissman – elektrická kytara
- Don Heffington – perkuse
- Matt Cartsonis – banjo, mandolína
- Van Dyke Parks – akordeon
- Terry Schonig – marimba, cimbál
- Bill Callahan – doprovodný zpěv
- Emily Newsom – doprovodný zpěv

## Produkce
- Steve Albini – zvukový inženýr
- Tim Boyle – zvukový inženýr
- TJ Doherty – asistent mixu zvuku
- Richard Good – design
- Joanna Newsom – produkce
- Jim O'Rourke – mix zvuku
- Van Dyke Parks – produkce, dirigent, orchestrální aranžmá
- John Rosenberg – dirigent
- William T. Stromberg – hudební kopista
- Benjamin A. Vierling – grafická úprava obalu
- Nick Webb – mastering